# アルゼンチン国立美術館
アルゼンチン国立美術館（Museo Nacional de Bellas Artes:国立美術館）は、ブエノスアイレスにある美術館である。

## 歴史
美術館は1895年12月25日に、ブエノスアイレスのフロリダ通り(Calle Florida)に設立され、初代の館長は画家で美術評論家のエドゥアルド・スキアフィーノ(Eduardo Schiaffino:1858-1935)が務めた。1909年に美術館はサン・マルティン公園(Plaza General San Martín)の新しい建物に移された。この建物は1889年のパリ万国博覧会のアルゼンチン館を解体して、移設したものである。美術館は1910年に開かれたアルゼンチン独立100周年記念博覧会(Exposición Internacional del Centenario)の展示会場の一部となった。　
1932年にサン・マルティン公園の改装のために、美術館は取り壊され、現在のリベルタドール通り(Avenida del Libertador)の建物で1933年に開館された。この建物は1870年代に建てられたものを建築家のブスティ－ジョ(Alejandro Bustillo)が美術館に改装したものである。
1861年から何度か美術館は改装、増築が行われ、2004年にパタゴニアのネウケンに別館が設立された。

## ギャラリー

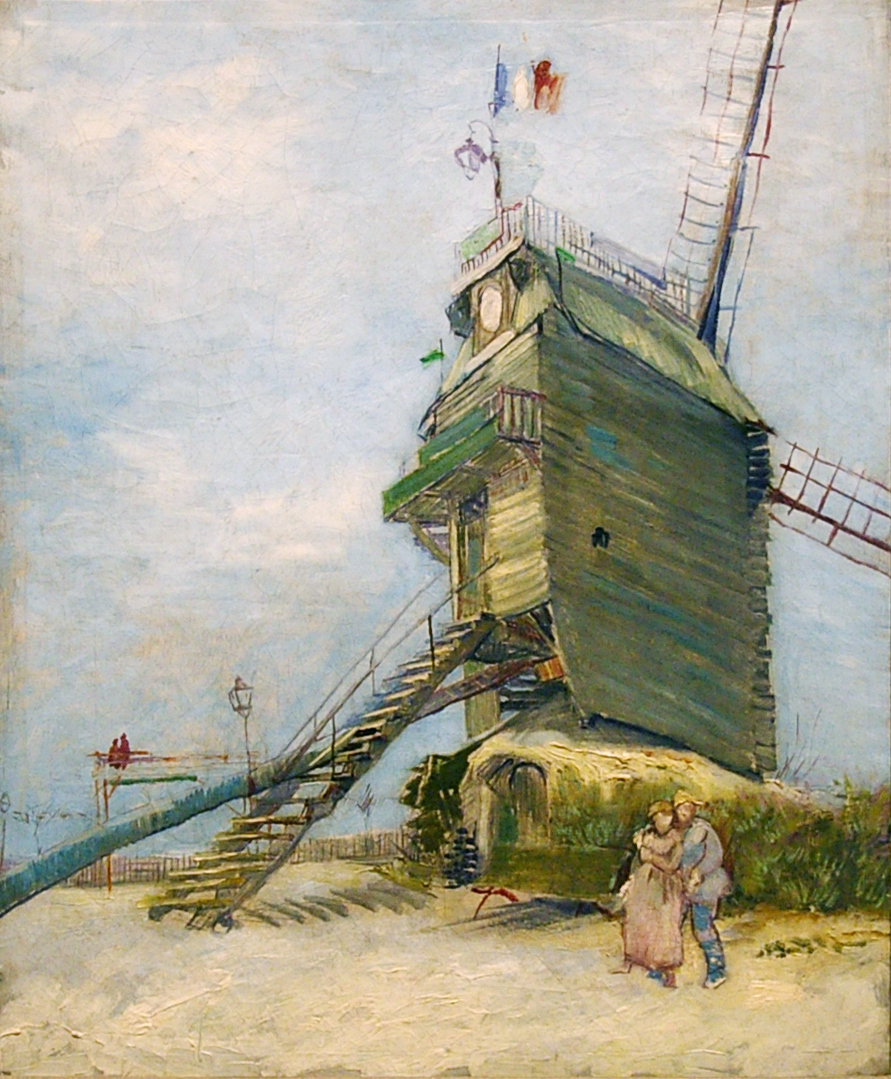
フィンセント・ファン・ゴッホ 『ムーラン・ド・ラ・ギャレット』 (1886)
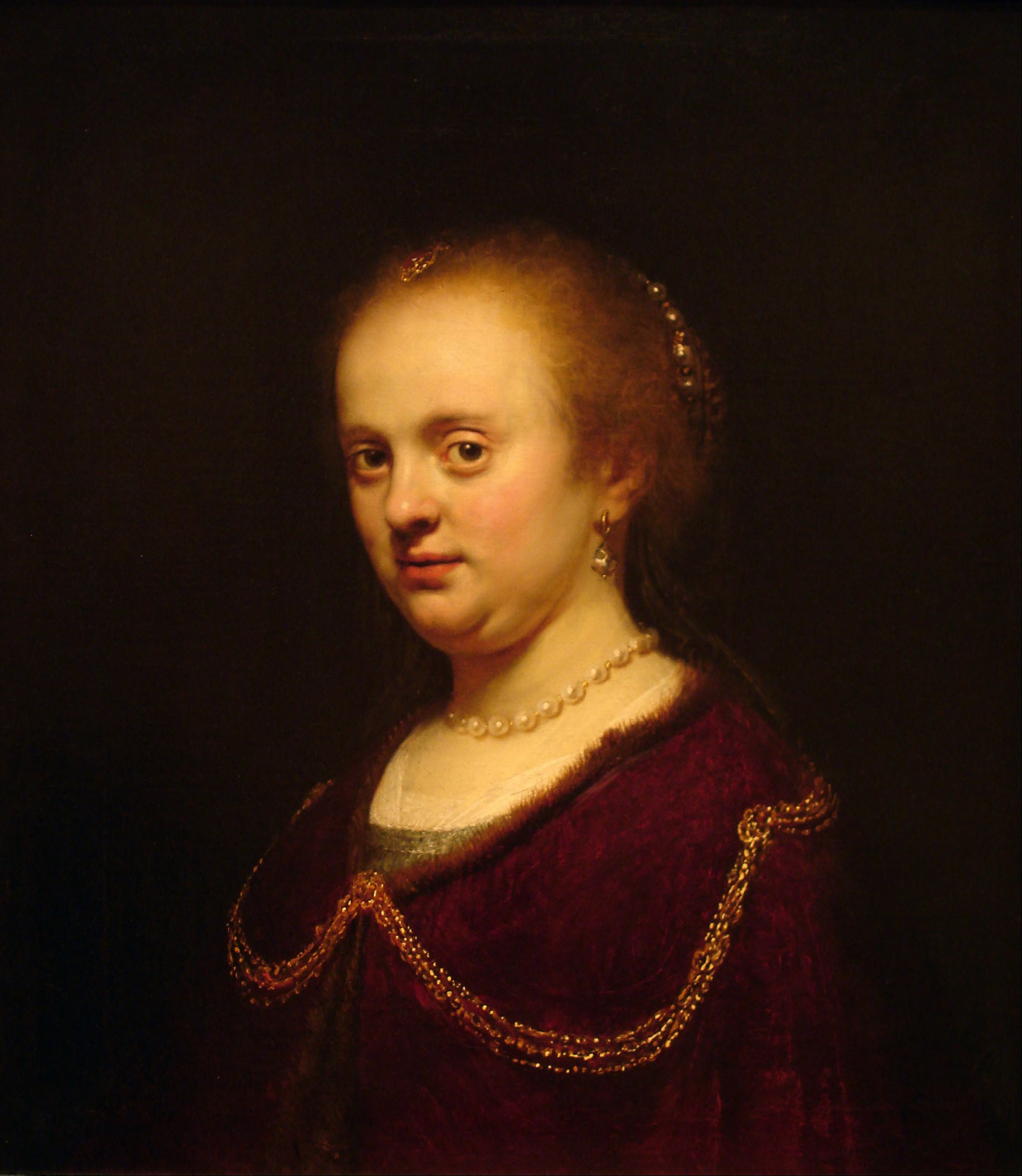
レンブラント・ファン・レイン 若い女性の肖像画 (1684)
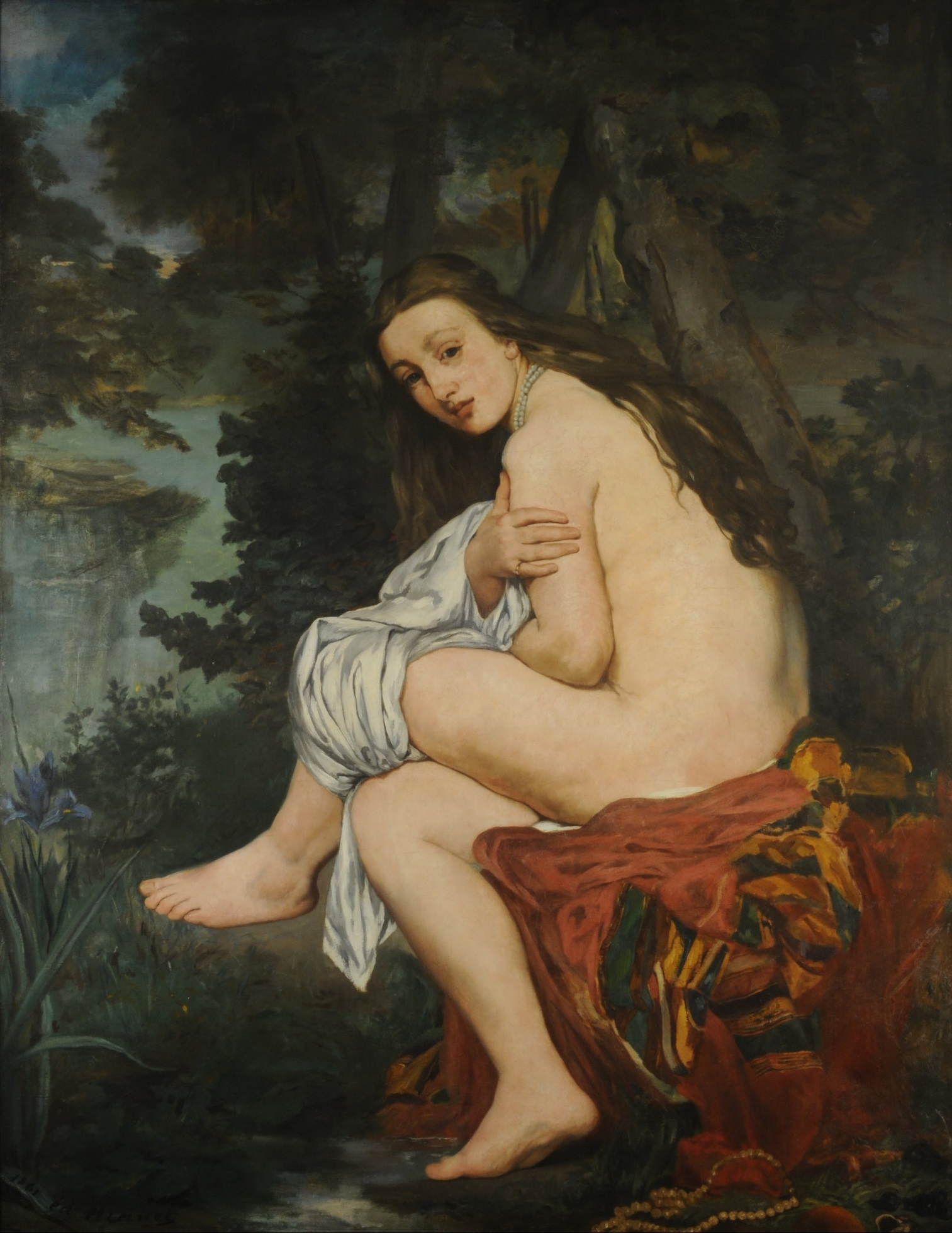
エドゥアール・マネ 『驚くニンフ』 (1861)
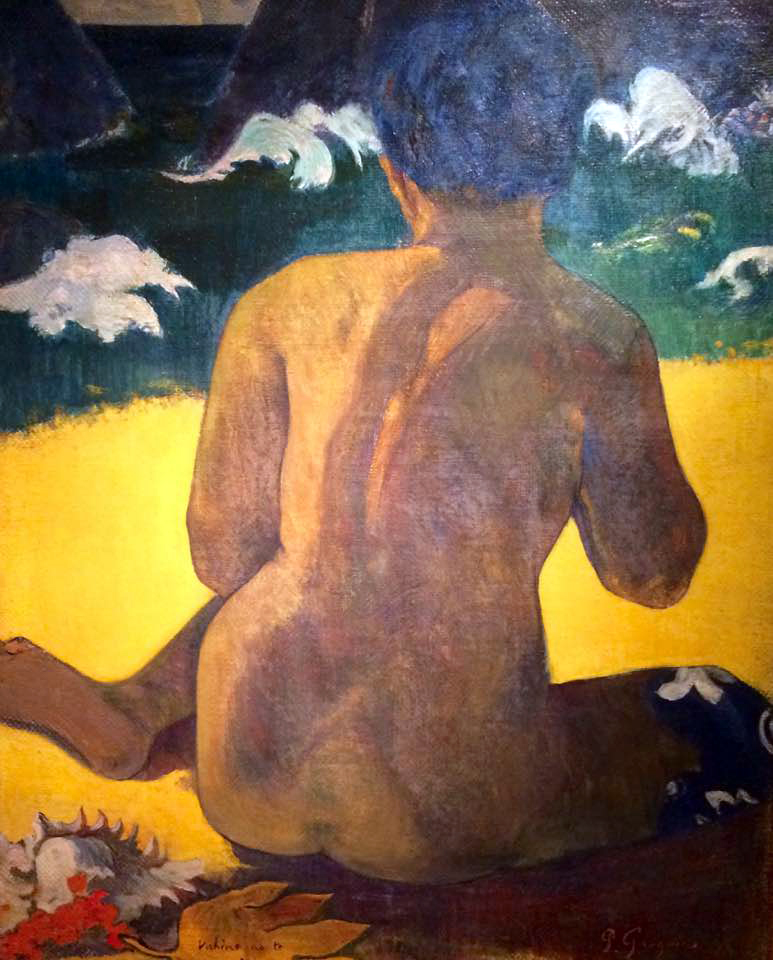
ポール・ゴーギャン 『海の女』 (1887)

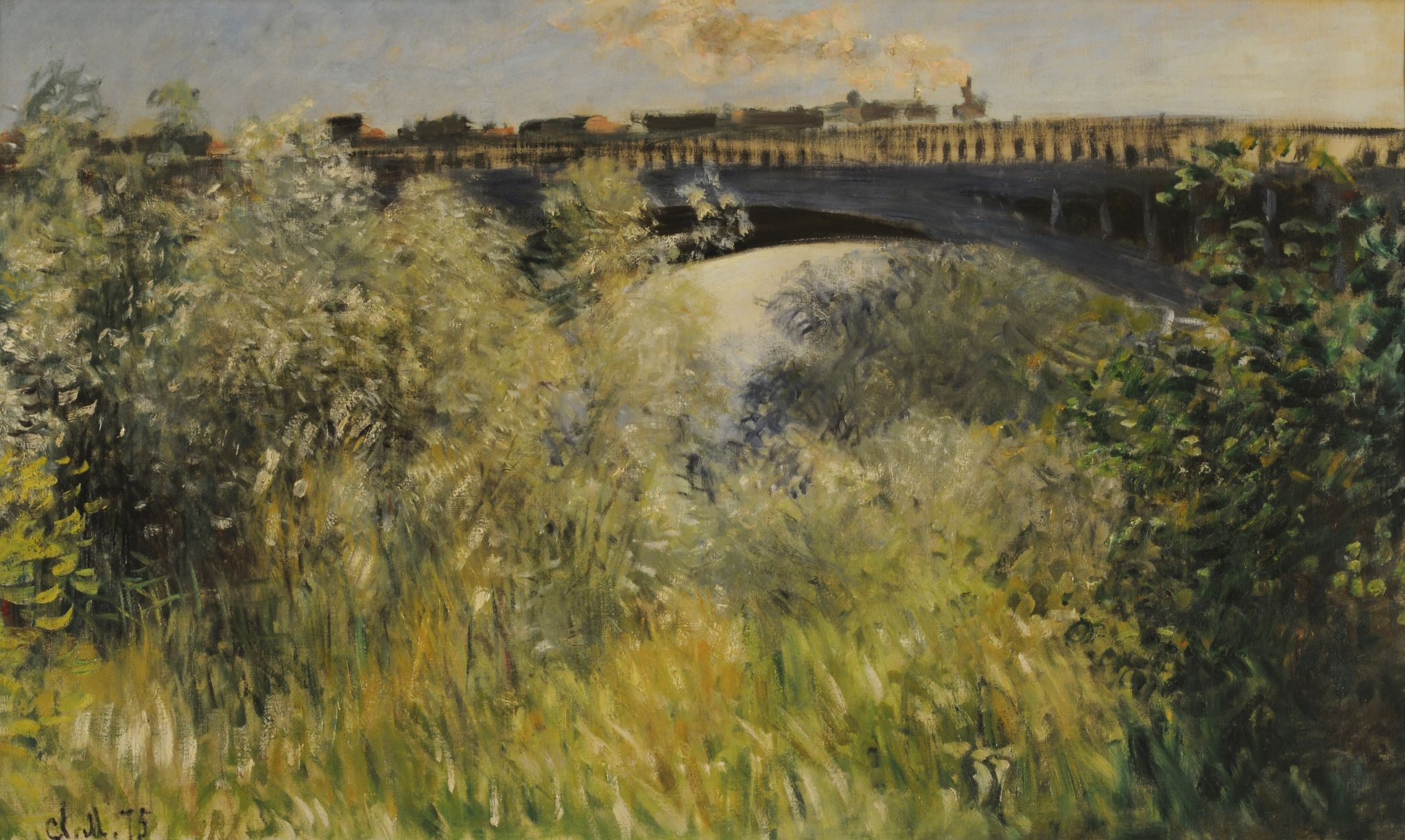
クロード・モネ 『アルジャントゥイユの橋』 (1875)
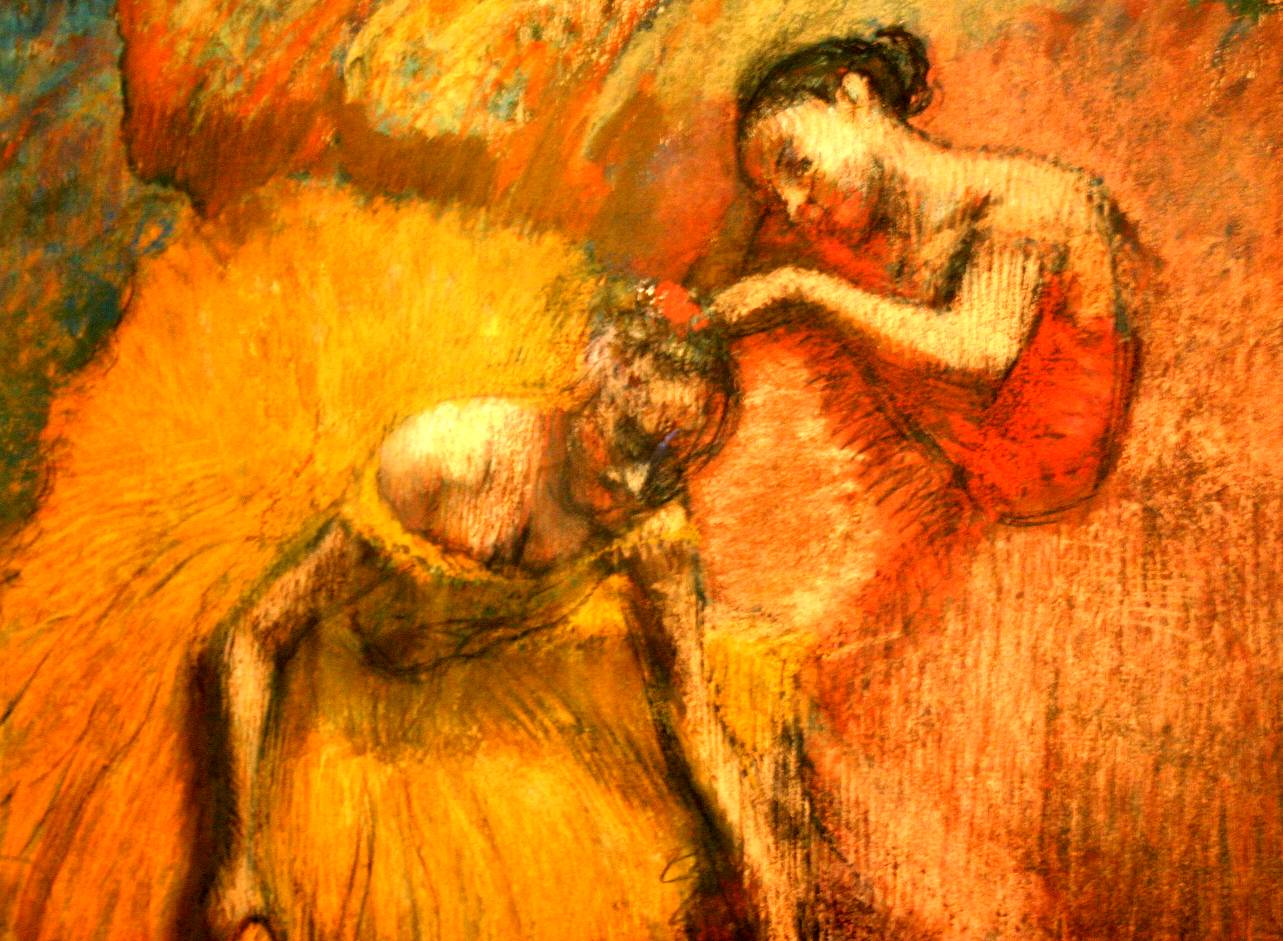
エドガー・ドガ 『2人の踊り子』 (1887)
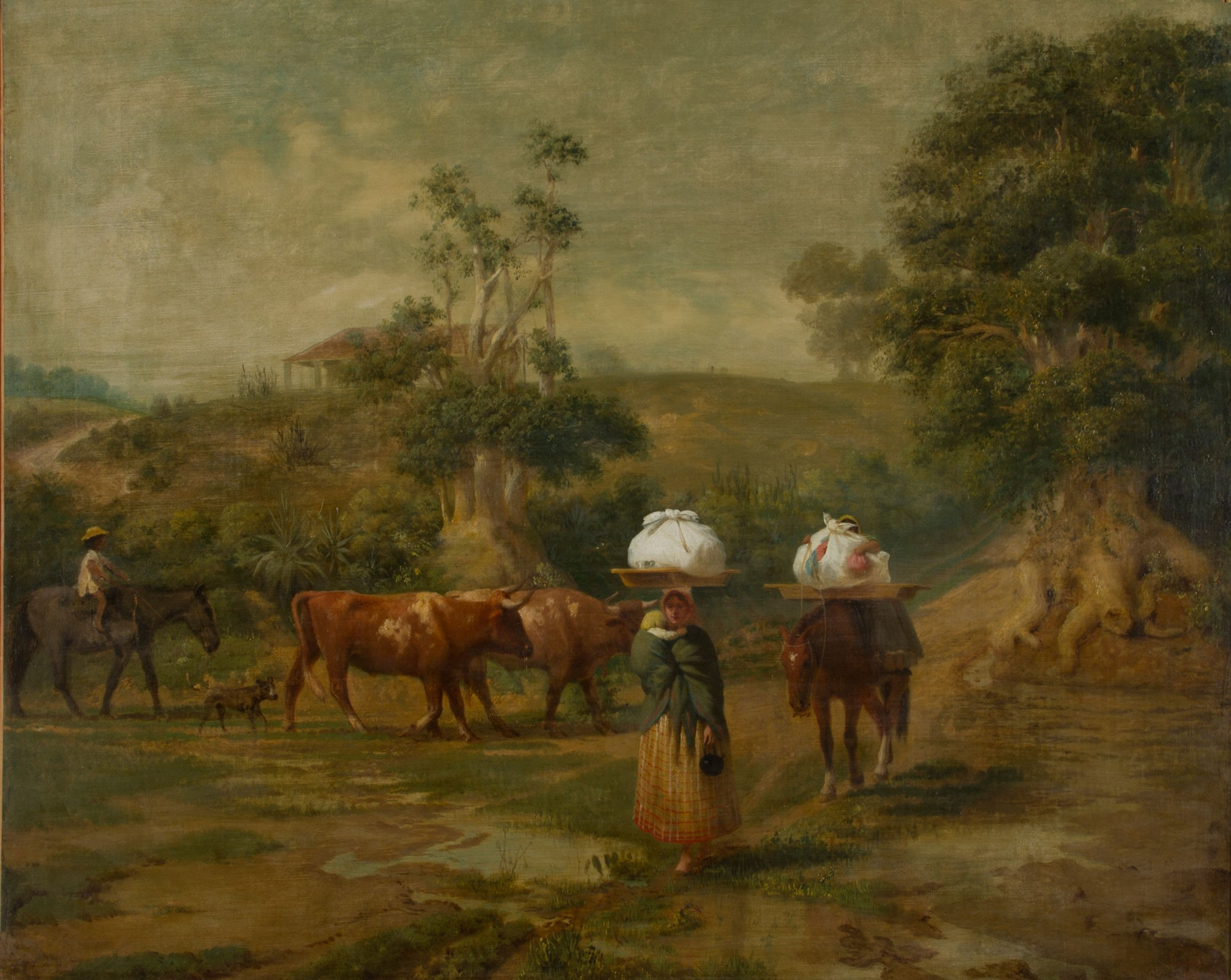
プリリディアーノ・プエイレドン 『ベルグラーノの洗濯場』 (1865)
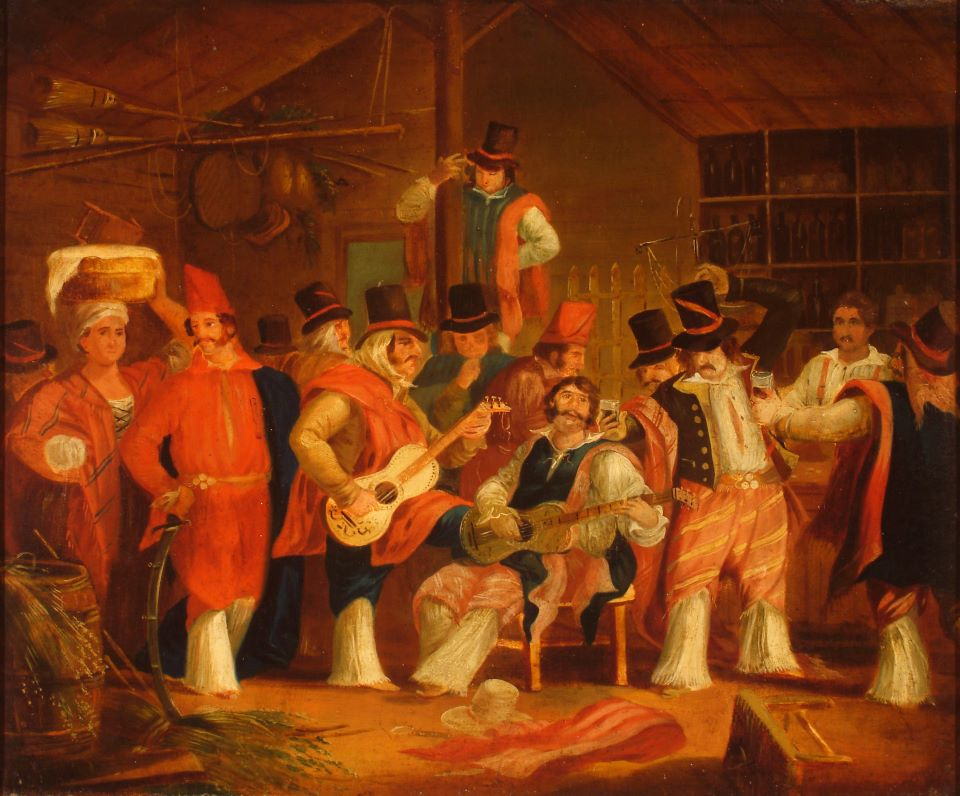
カルロス・モレル 食堂の歌手(Payada)
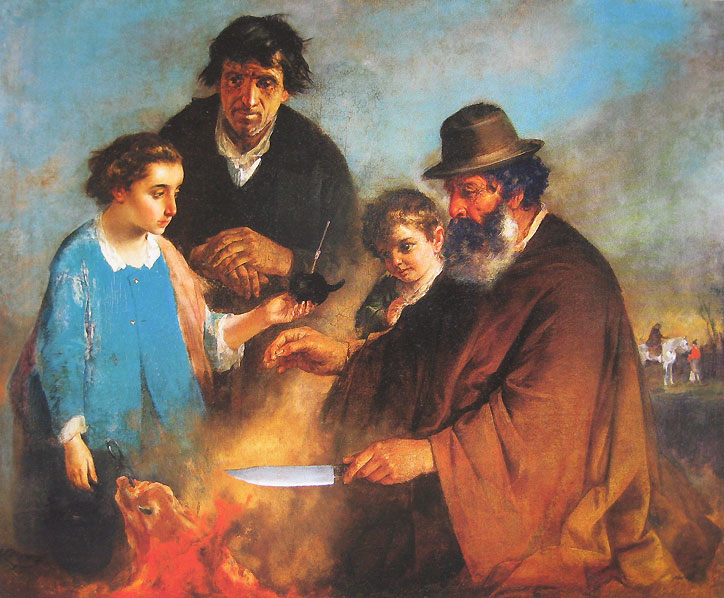
イグナツィオ・マンツォーニ 「ローストポークを切るガウチョ」
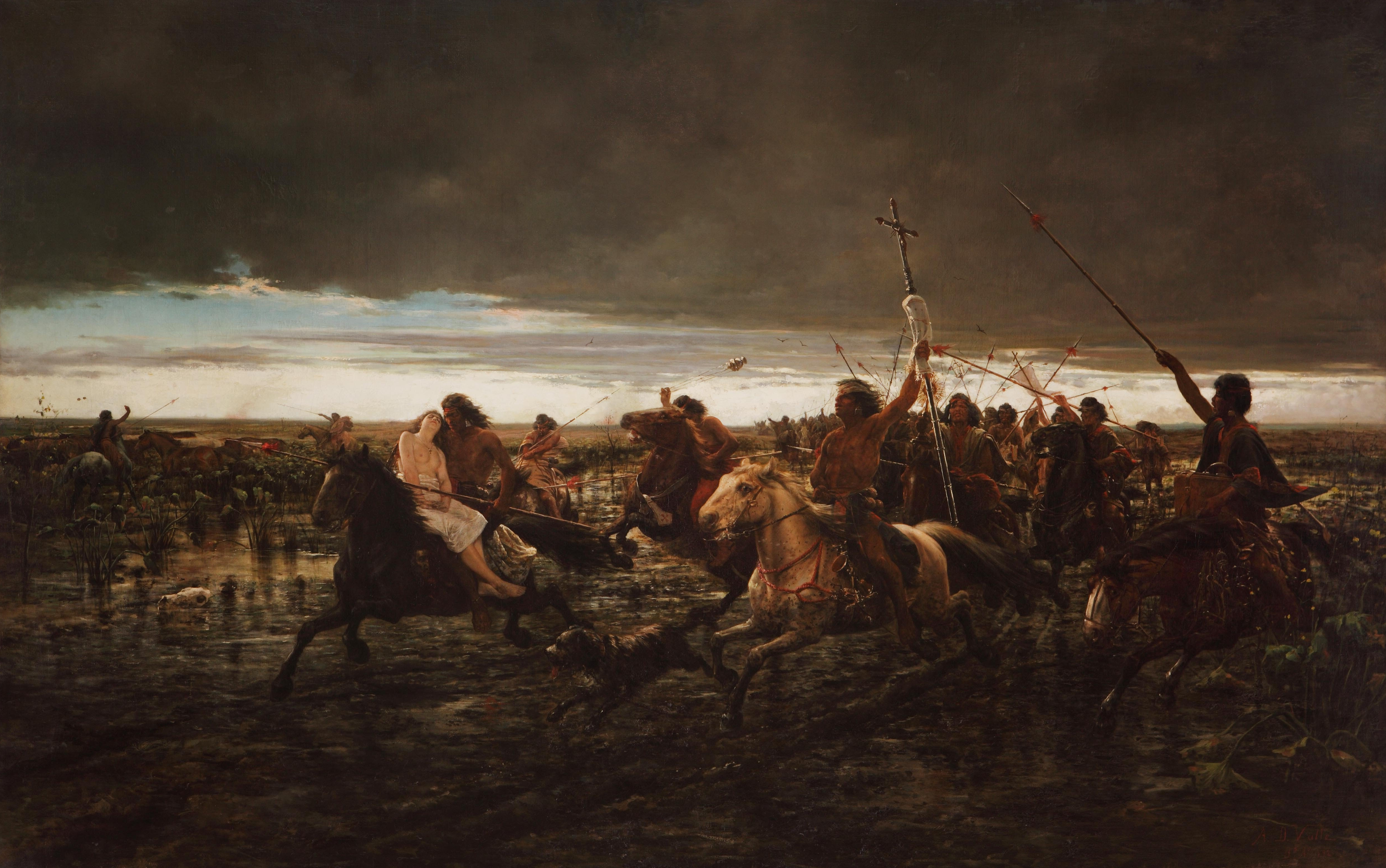
アンヘル・デラ・ヴァッレ 『マロンの帰還』(1892)
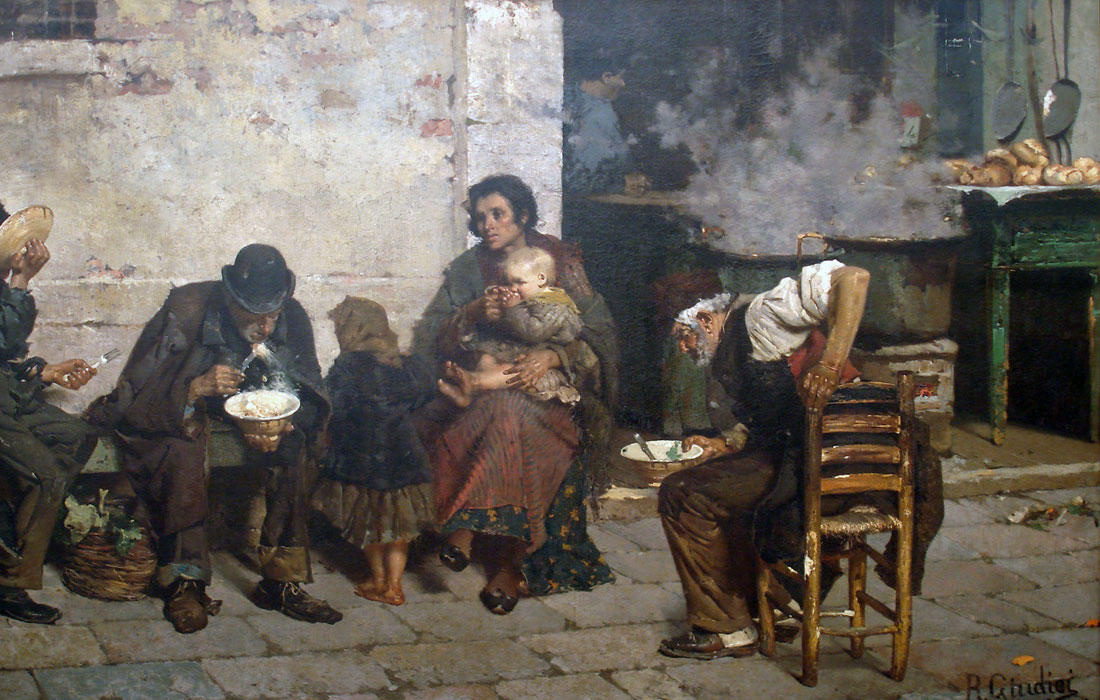
レイナルド・ジュディチ 「貧しい人々のスープ」(1884)
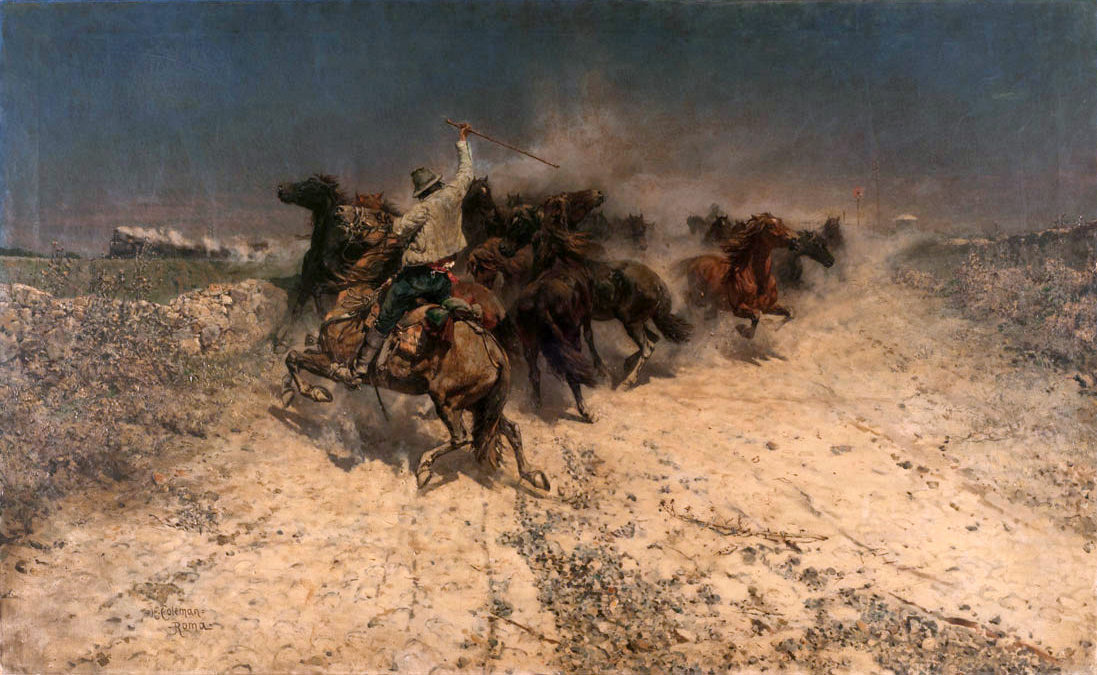
エンリコ・コールマン Panic (Rushing horses)(1883)
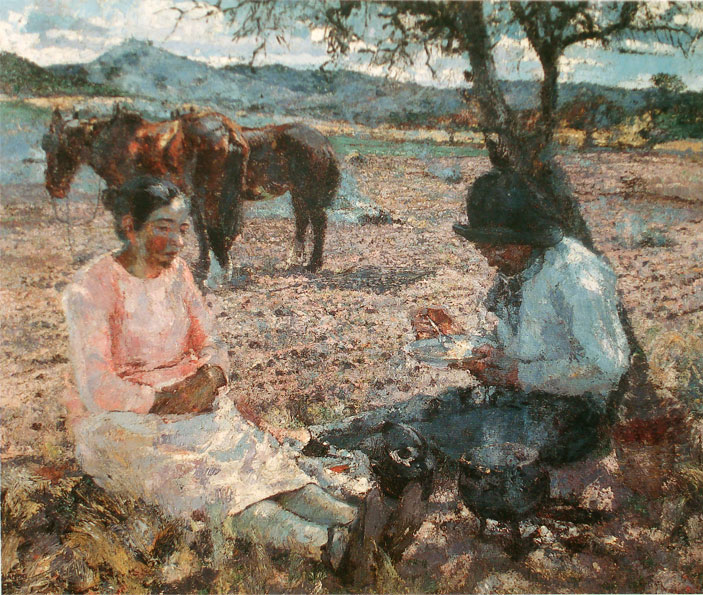
フェルナンド・ファデル La Mazamorra (1927)
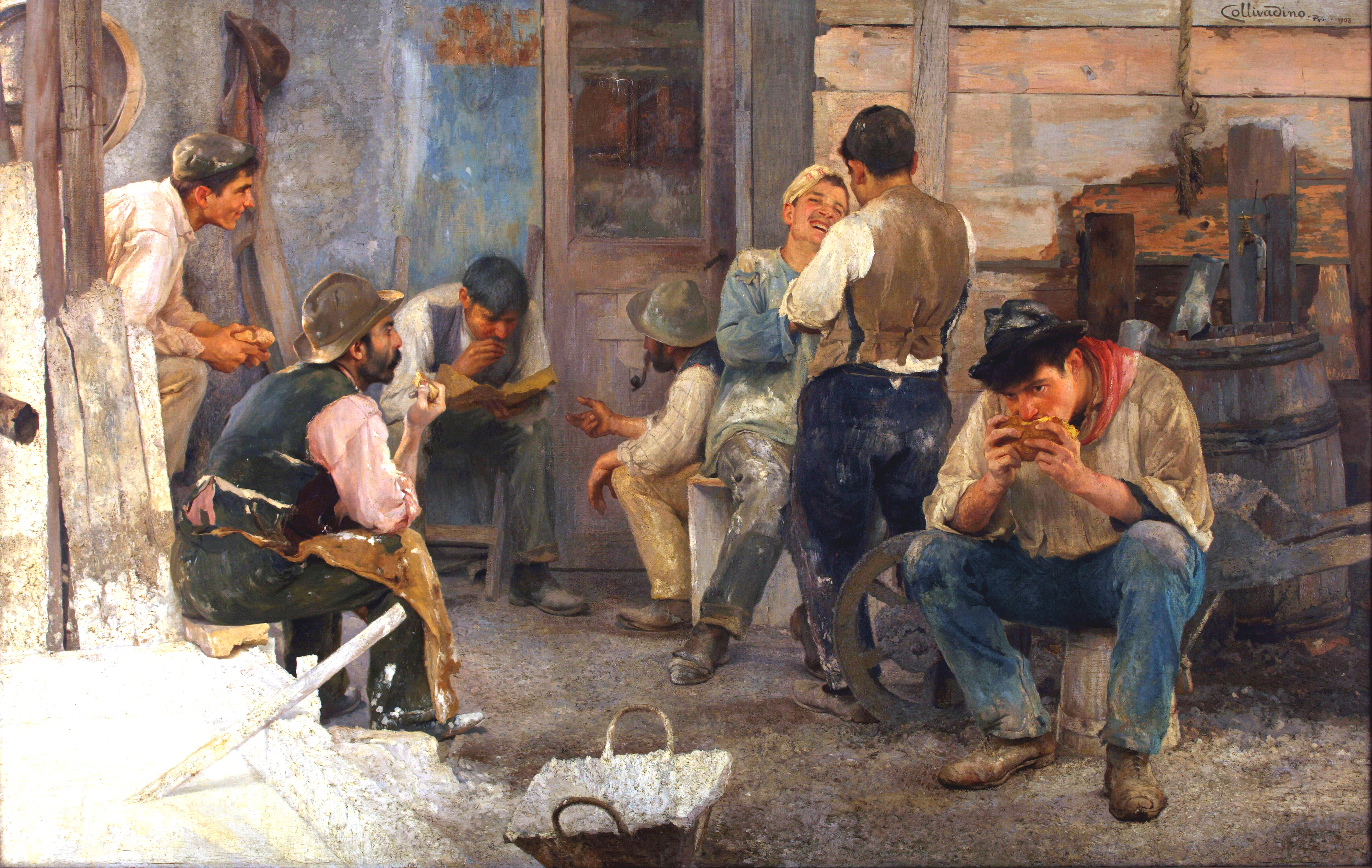
ピオ・コリヴァディーノ 『ランチタイム』 (1903)
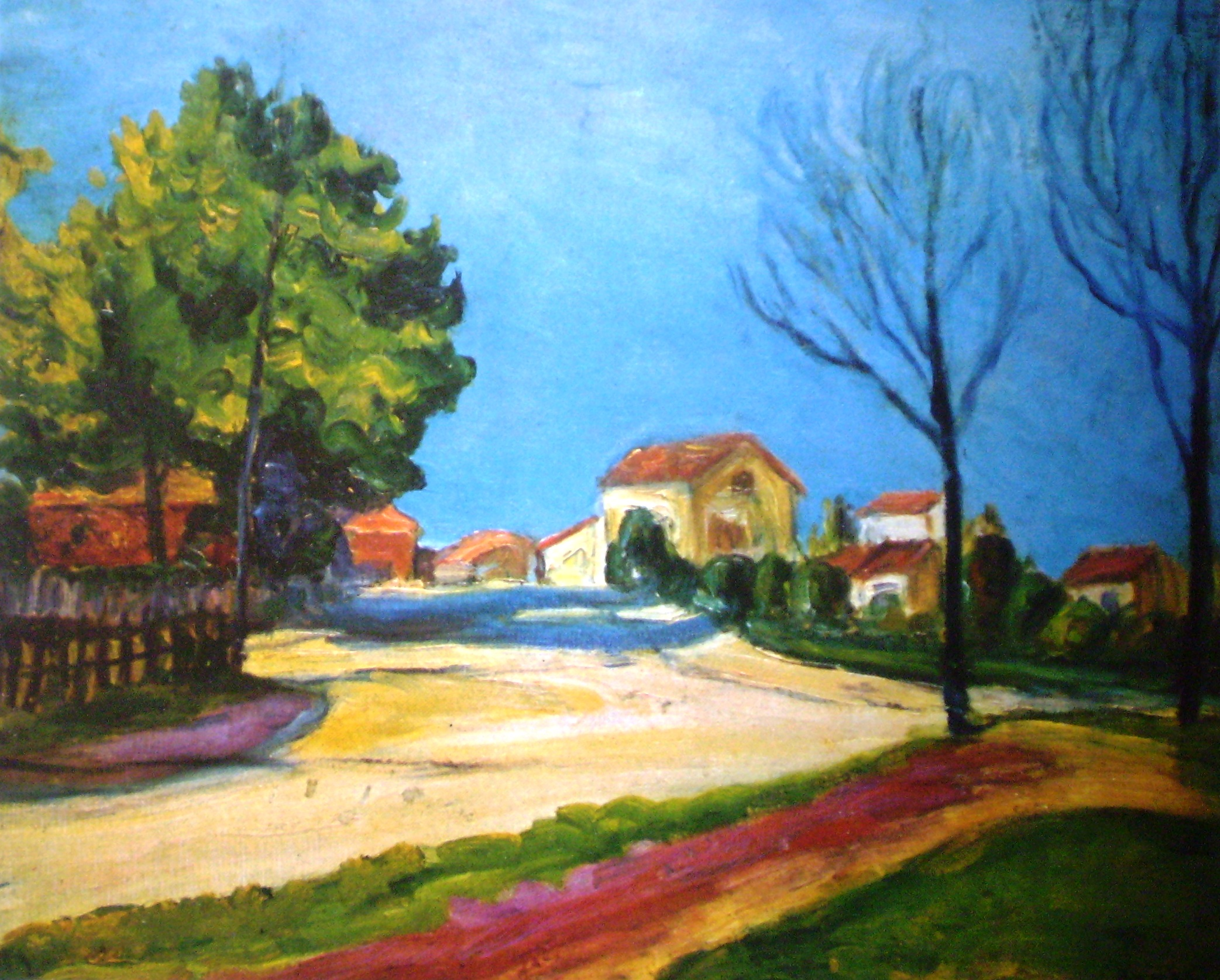
ラモン・シルバ パリ周辺

- フィンセント・ファン・ゴッホ
『ムーラン・ド・ラ・ギャレット』 (1886)
- レンブラント・ファン・レイン
若い女性の肖像画 (1684)
- エドゥアール・マネ
『驚くニンフ』 (1861)
- ポール・ゴーギャン
『海の女』 (1887)